# Saprinus muelleri
Saprinus muelleri är en skalbaggsart som beskrevs av Miłosz A. Mazur 1997. Saprinus muelleri ingår i släktet Saprinus och familjen stumpbaggar. Inga underarter finns listade i Catalogue of Life.